# Dawka ekspozycyjna

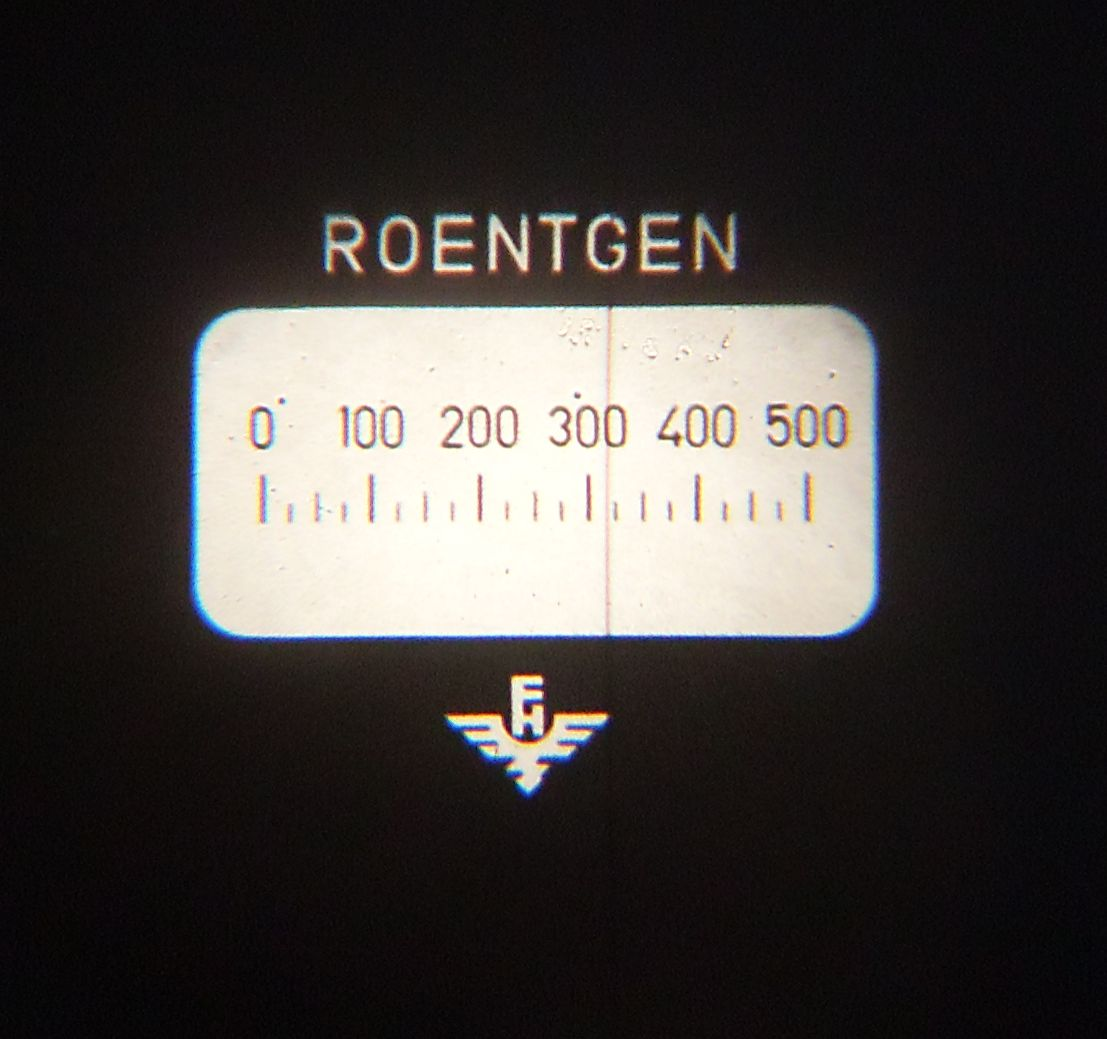
Wskaźnik dozymetru pokazuje dawkę promieniowania jonizującego lub radioaktywności.

Dawka ekspozycyjna, ekspozycja – określona miara zdolności jonizacji promieniowania jonizującego w powietrzu. Dawka ta stanowi określoną sumę ładunków elektrycznych jonów jednego znaku, które są wytworzone w określonej jednostce masy powietrza. Jednostka dawki ekspozycyjnej jest zawarta w układzie SI i jest to kulomb na kilogram (C/kg). Pojęcie ekspozycji zostało zastąpione pojęciem dawki.